# Brennania belkini
Brennania belkini är en tvåvingeart som beskrevs av Philip 1966. Brennania belkini ingår i släktet Brennania och familjen bromsar.
Artens utbredningsområde är Baja California (Mexiko). Inga underarter finns listade i Catalogue of Life.